# 슈포르트파르크 론호프
슈포르트파르크 론호프 토마스 조머(Sportpark Ronhof Thomas Sommer)는 독일 퓌르트에 위치한 축구 경기장으로 SpVgg 그로이터 퓌르트의 홈 구장으로 사용되고 있다. 1910년 9월 11일에 개장하였으며 수용 인원은 16,626명이다.
1997년 그로이터 퓌르트가 2. 푸스발-분데스리가로 승격된 뒤에 독일의 장난감 회사 플레이모빌이 경기장 스폰서 계약을 체결하면서 한때는 플레이모빌 슈타디온(Playmobil-Stadion)이라고 부르기도 했다. 2010년부터는 독일의 제과 회사 트롤리와의 계약을 통해 트롤리 아레나(Trolli-Arena)로 불리다가 2014년 7월에 명명권 계약이 만료되면서 스폰서없이 라우벤베그 슈타디온으로 불리다가 2016년 2월에 슈포르트파르크 론호프 토마스 조머(Sportpark Ronhof Thomas Sommer)로 이름을 바뀌었다. 새로운 이름은 경기장의 전통적인 이름인 슈포르트파르크 론호프에 2021년 여름까지 부동산 업자인 토마스 조머의 이름을 붙여서 구성된다. 2019년 8월, 조머는 기존 후원 계약을 2025년까지 연장했다고 발표했다.
2012년에 그로이터 퓌르트가 푸스발-분데스리가로 승격됨에 따라 18,500명을 수용할 수 있는 규모로 확장되었으나 이후 점점 좌석을 줄여 현재 16,626명을 수용할 수 있다.